# دنیلو کاتالدی
دنیلو کاتالدی (ایتالیایی: Danilo Cataldi؛ زادهٔ ۶ اوت ۱۹۹۴) بازیکن فوتبال اهل ایتالیا است که برای باشگاه لاتزیو بازی می‌کند.